# Vụ Dulce Maria Alavez mất tích
Dulce Maria Alavez (sinh ngày 25 tháng 4 năm 2014 - mất tích ngày 16 tháng 9 năm 2019) là một cô bé người Mỹ đã đột ngột mất tích gần một sân chơi ở Bridgeton, New Jersey và được cho là bị bắt cóc. Phần thưởng 50000 đô la sẽ được trao cho những ai tìm thấy cô bé.

## Mất tích
Vào ngày 16 tháng 9 năm 2019, Dulce Maria Alavez, 5 tuổi và em trai của cô bé đang chơi xích đu, trong khi người mẹ mang thai của cô bé đang ở trong ô tô của mình, cách đó 30 mét, chơi xổ số và giúp cô em họ 8 tuổi (của mẹ) làm bài tập về nhà. Đó là khoảng 4 giờ chiều đến 5 giờ chiều (ET) khi cô bé đột nhiên biến mất khỏi sân chơi. Em trai 3 tuổi của cô bé một mình trở về xe của mẹ mình, khóc và nói rằng không biết chị gái mình đã đi đâu.
Hơn 100 sĩ quan cảnh sát đã được huy động tìm kiếm cánh từng gần đó nhưng đều không thấy gì. Tờ People thông tin, người đàn ông bắt cóc được mô tả lại trong bản phác thảo mặc áo phông trắng, quần jean xanh và đội mũ bóng chày màu trắng. Anh ta được mô tả là người gốc Tây Ban Nha và khoảng 30-35 tuổi, cao khoảng 1,7 mét với dáng người mảnh khảnh, lái chiếc xe van màu đỏ
Vào tháng 2 năm 2020, một cuộc tìm kiếm Dulce đã được tiến hành tại Austintown, Ohio.